# Käthe Grasegger
Käthe Grasegger-Deuschl, nemška alpska smučarka, * 19. junij 1917, Partenkirchen, † 28. avgust 2001.
Največji uspeh kariere je dosegla na Olimpijskih igrah 1936, ko je osvojila srebrno medaljo v kombinaciji. Na svetovnih prvenstvih je v letih 1935, 1937 in 1938 osvojila srebrno medaljo v slalomu ter šest bronastih medalj, tri v kombinaciji, dve v smuku in eno v slalomu.